# Kloster St. Pauli (Brandenburg an der Havel)

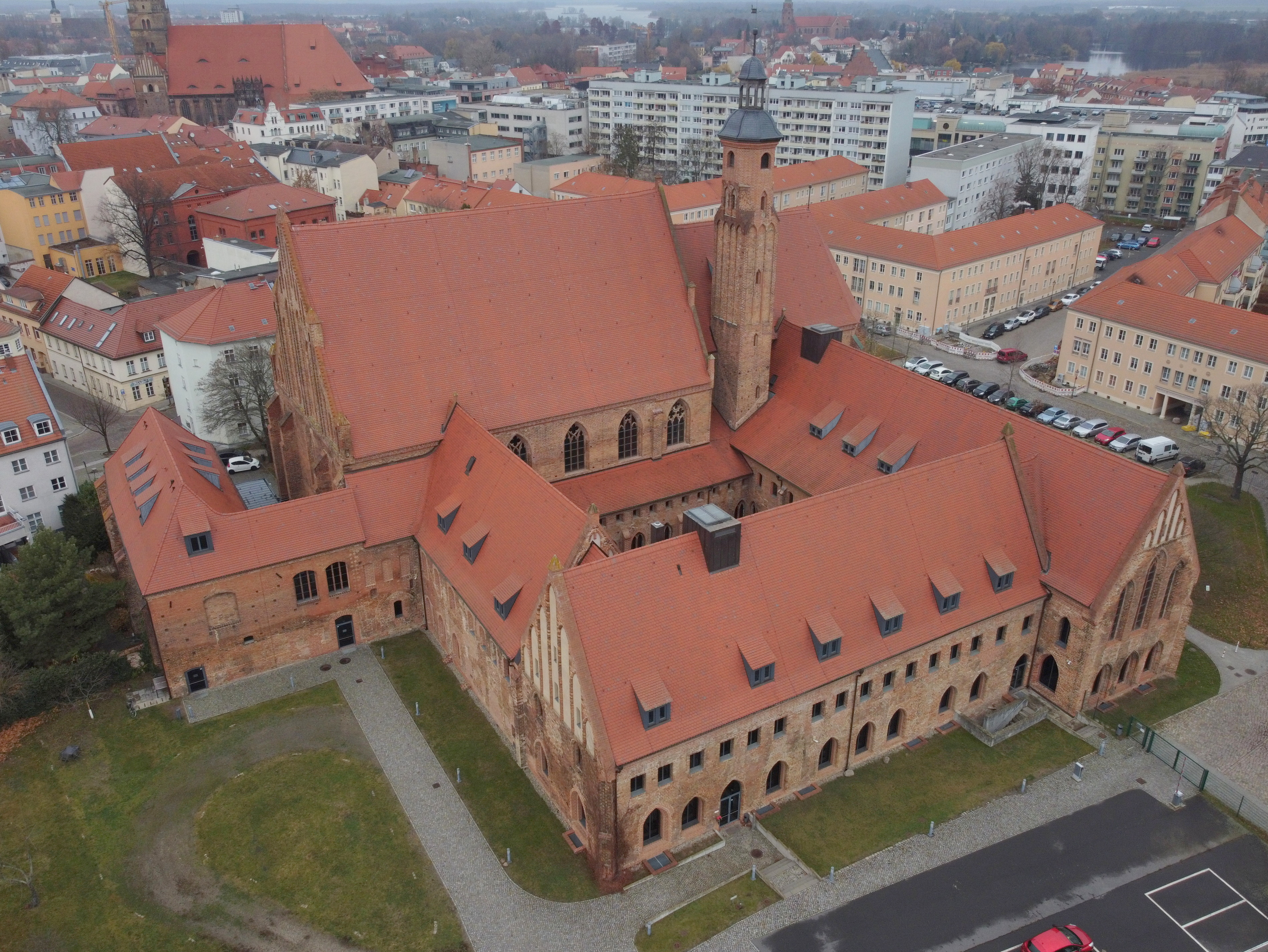
Das Sankt-Paulikloster im Luftbild von Süden

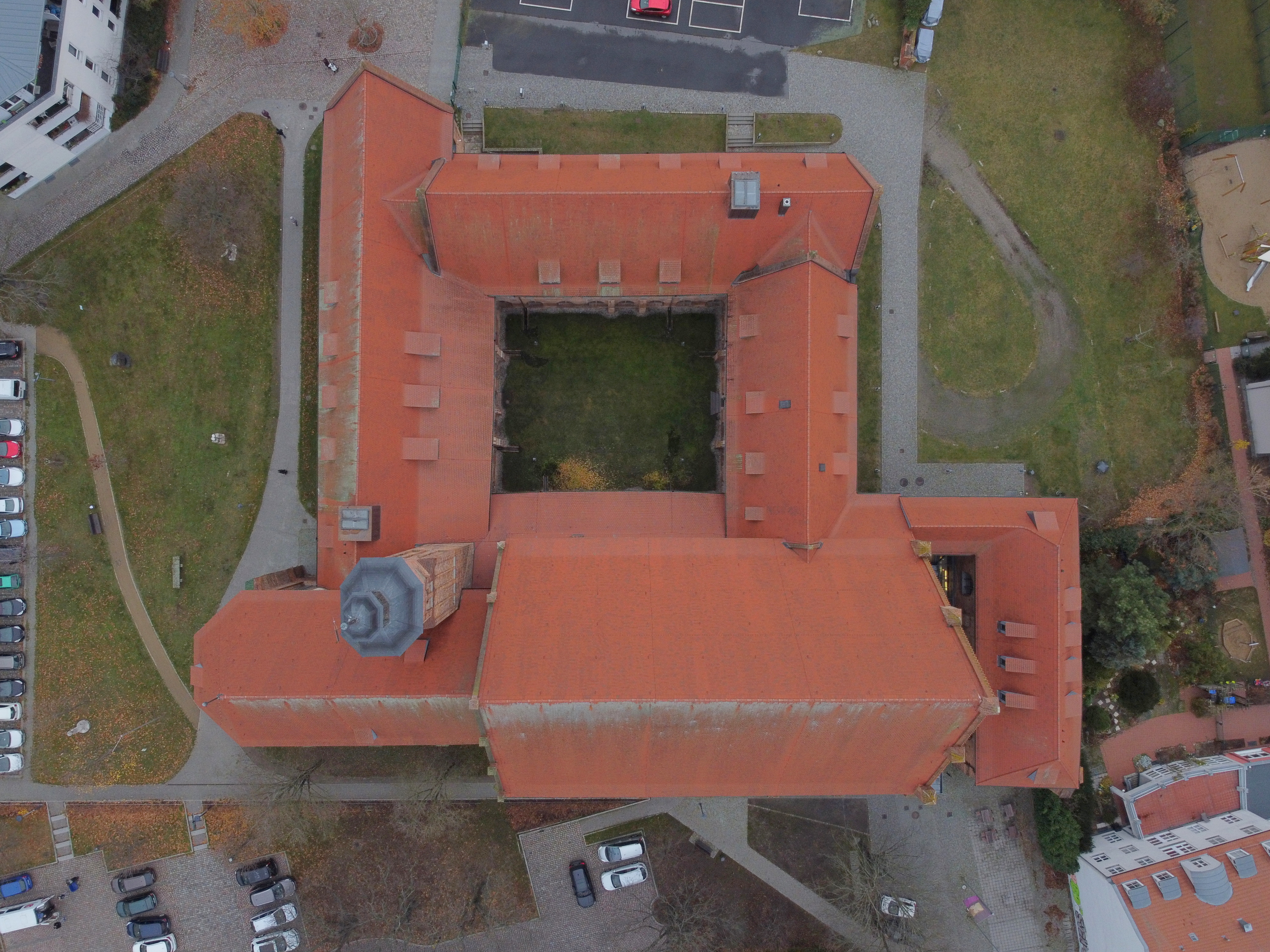
Das Kloster Sankt Pauli mit Klosterkirche, Nebengebäuden und Hof in der Draufsicht

Das Kloster Sankt Pauli ist ein ehemaliges Dominikanerkloster in Brandenburg an der Havel auf dem Gebiet der Neustadt. Heute befindet sich in seinem Inneren das Archäologische Landesmuseum Brandenburg.

## Geschichte

### Entstehung
Nachdem die Brandenburger Markgrafen die alte Burg auf der Dominsel Brandenburg verlassen hatten, wählten die Askanier ein Gebiet am südwestlichen Rande der Neustadt Brandenburg als Sitz ihrer Residenz aus. Die Neustadt war von den Brandenburger Markgrafen vor 1196 planvoll gegründet und angelegt worden.
1267 starb Markgraf Otto III. auf dem markgräflichen Hof, umgeben von Dominikanern. Sein Sohn Otto V. (der Lange) verschenkte 1286 die markgräfliche Residenz an den 1215 gegründeten Dominikanerorden. Schon im selben Jahre wurde mit der Errichtung der Klosteranlage begonnen. Dabei stellt der Chor den ältesten Teil des Baus dar. Erst ca. 100 Jahre später wurden die den Laien vorbehaltene Hallenkirche sowie die angrenzenden Klausurgebäude vollendet.
Im Jahre 1286 weihte Bischof Gebhard von Brandenburg die Kirche und stellte sie unter das Patrozinium des Apostels Andreas und der Maria Magdalena. Beinahe einhundert Jahre später, nach Vollendung des Kloster-Kirchen-Komplexes, wurde im Jahre 1384 die Kirche durch Bischof Dietrich III. neu geweiht und den Heiligen Drei Königen und dem heiligen Paulus gewidmet.

### Auflösung des Klosters und Verfall
Mit dem Einzug der Reformation in die Mark Brandenburg endete die katholische Ära des Klosters. Die Ordensleute durften auf Lebenszeit im Kloster verbleiben, eine Aufnahme neuer Brüder aber wurde untersagt. Im Jahre 1560 schenkte Kurfürst Joachim II. die Klosteranlage der Neustadt Brandenburg. Die Kirche wurde evangelisch, die Klostergebäude einer karitativen Nutzung als neustädtisches Hospital und als Einrichtung der Altenpflege zugeführt.
In den letzten Tagen des Zweiten Weltkriegs griff während der Eroberung Brandenburgs durch die Rote Armee vom 26. und 27. April 1945 Feuer aus der Nachbarschaft auf die Klosteranlage über. Sie, die Kirche und der Turm brannten bis zum 29. April aus. Nur die Mauern blieben mitsamt den Gewölben der Kirchenschiffe und einigen Epitaphien erhalten. Weil nichts zur Sicherung der Ruine geschah, stürzte 1958 die südliche Pfeilerreihe ein. Daraufhin wurden die übrigen Gewölbe abgetragen und der Turm und die Umfassungsmauern gesichert.
Zu dem seit den sechziger Jahren des zwanzigsten Jahrhunderts geplanten Wiederaufbau zu musealen Zwecken kam es bis zum Ende der DDR nicht.

### Rekonstruktion
2002 fiel die Entscheidung zur völligen Rekonstruktion des Klosters. Ohne massiv in den Baukörper einzugreifen, wurden moderne technische Erfordernisse mit dem ursprünglichen Klosterkonzept in Einklang gebracht. Für die Ausbesserung der schadhaften Bauabschnitte wurden in der Region angefertigte Ziegelsteine im sogenannten Klosterformat verwendet. Die Gewölbe in der Klosterkirche wurden nicht wiederhergestellt. Nach Abschluss der Restaurierungsarbeiten wurde am 24. September 2008 das Archäologische Landesmuseum eröffnet. Darüber hinaus wird das Kirchenschiff häufig für andere kulturelle Veranstaltungen, wie Konzerte oder den Brandenburger Klostersommer, genutzt.

## Lage
Einer im Mittelalter verbreiteten Tradition folgend, befindet sich dieses Kloster eines Bettelordens in medievaler Stadtrandlage. Im Süden begrenzt die noch zum großen Teil intakte Stadtmauer das Klosterareal. Damit ergibt sich eine Gemeinsamkeit mit dem ehemaligen Franziskanerkloster St. Johannis in der Altstadt Brandenburg am gegenüberliegenden Havelufer.
Eine vom städtischen Treiben abgeschiedene, marginale Lage begünstigte die Mönche in ihren kontemplativen Bestrebungen, ohne sie jedoch allzu sehr in ihren geistlichen Verpflichtungen der Stadtbevölkerung gegenüber zu behindern.

## Bauweise und Stil
Die Kirche ist ein schlichter dreischiffiger gotischer Hallenbau ohne Chorumgang. Die gesamte Anlage wurde in märkischer Backsteintechnik errichtet. Ein durch Klosterkirche und Nebengebäuden gebildeter quadratischer Kreuzgang um einen Innenhof, einen ehemaligen Friedgarten, schließt sich südlich an. An seiner Südostecke, vor dem Übergang zum Ostflügel der Klosteranlage, wird das Kirchenschiff von einem fragil wirkenden, schmalen Turm begleitet.

## Chorscheitelfenster

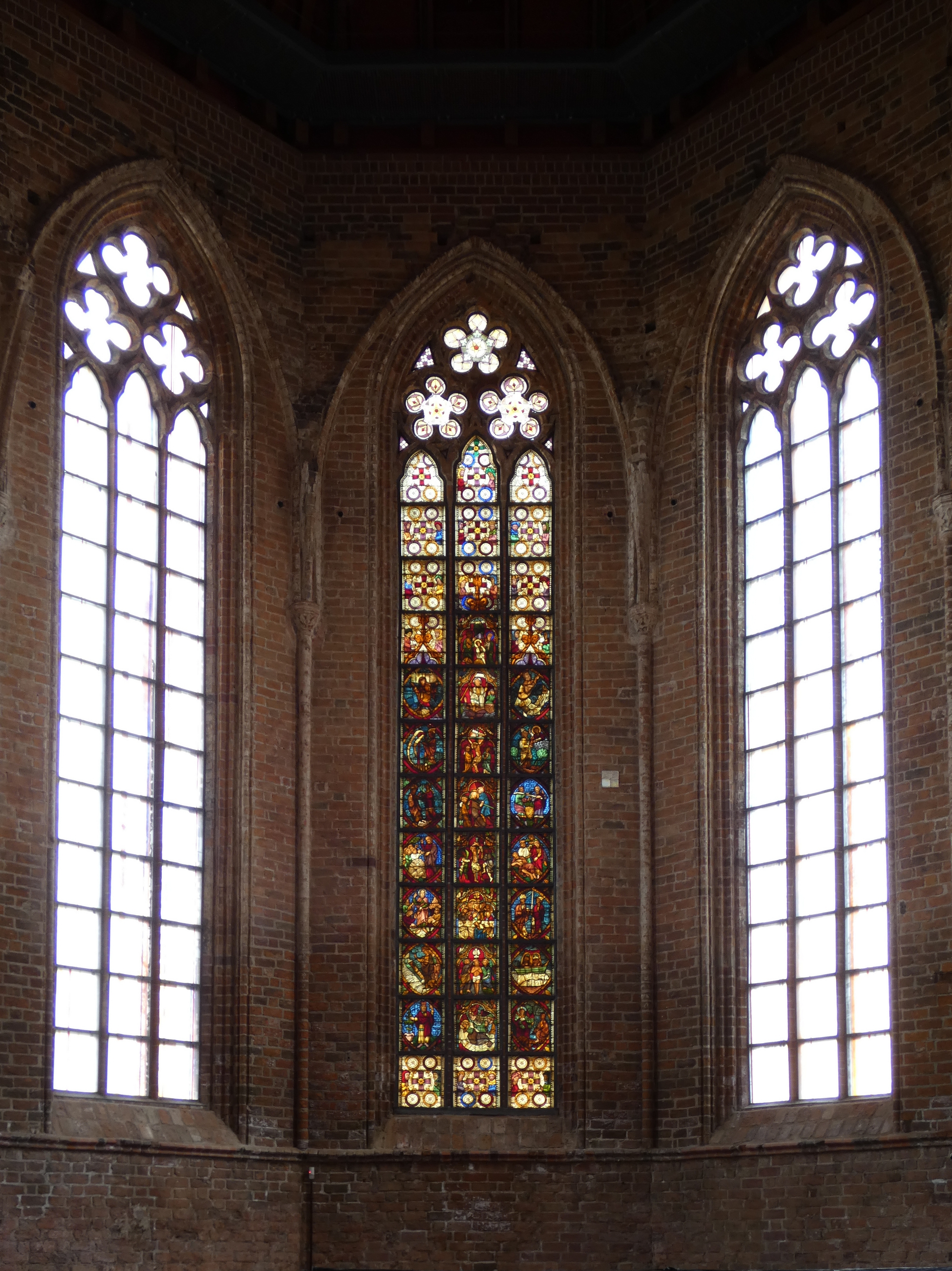
Chorfenster

Die Glasmalereien im Chorscheitelfenster der Läutkirche zu St. Pauli wurden nach fünfundsechzigjähriger Auslagerung an den Klosterkomplex zurückgeführt und zu Ostern 2008 nach vorheriger Restaurierung mit Mitteln des Landes Brandenburg, der Ostdeutschen Sparkassenstiftung und aus Spenden der Bevölkerung an ihrem ursprünglichen Platz eingesetzt.
Kriegsbedingt wurden die Bleiglasscheiben vor der Zerstörung des Pauliklosters während der Kampfhandlungen um Brandenburg an der Havel im April 1945 ausgelagert und zunächst von der Gemeinde zu St. Gotthardt, etwa 30 Jahre später von der Kirchengemeinde zu St. Katharinen in Verwahrung genommen. Die Gemeinde hängte sie 1975 in das Chorscheitelfenster zu St. Katharinen ein, wo sie wegen ihrer insgesamt geringeren Größe und des vorgelagerten Altares kaum zur Geltung kamen. Nach abgeschlossener Restaurierung der Klosteranlage wurde der Beschluss gefasst, das Fenster an seinen ursprünglichen Platz zurückzuführen.
Das Chorscheitelfenster ist in Teilen etwa 30 Jahre älter als die Fenster der St. Marienkirche zu Frankfurt (Oder). Es zählt zu den ältesten und schönsten mittelalterlichen Kirchenfenstern Brandenburgs und ist das zehntälteste Buntglasfenster Deutschlands. In der Mark Brandenburg wird nur ein einziges Buntglasfensterfach der Dorfkirche zu Lindena (Mitte 13. Jahrhundert) älter datiert.
Das Chorscheitelfenster zu St. Pauli besteht aus 12 Reihen und 3 Spalten, insgesamt also 36 Fächern, begleitet von aufgesetztem Maßwerk, von denen 22 Fächer nach traditioneller Besetzung Motive der christlichen Typologie des Mittelalters zeigen. Sinn und Zweck der typologischen Darstellung alt- und neutestamentlicher Szenen war die Intention zu belegen, dass alttestamentliche Zitate auf Geschehnisse des Neuen Testaments verweisen und somit eine legitime Nachfolge des Christentums in den von Gott mit den Juden geschlossenen Bund untermauert wird.
Der Rest der Felder ist mit Ausnahme der sich oben anschließenden Maßwerksfelder mit Ornamentdarstellungen belegt.
Üblicherweise gestaltete man typologische Fenster, die in aller Regel den Platz des exponiertesten, also des Chorscheitelfensters einnahmen, nach festen Regeln. So wurden bei dreispaltigen Fenstern die Szenenabfolge von Christi Geburt bis Christi Himmelfahrt von unten nach oben in der Mittelspalte dargestellt. Diese dem Neuen Testament zugeordneten Bilder wurden dann jeweils links und rechts von Bildzitaten des Alten Testamentes flankiert, welche sich als Verweis auf den Gottessohn und sein Wirken interpretieren ließen.
In der Mitte des neunzehnten Jahrhunderts erfuhr das Chorscheitelfenster eine gründliche Restaurierung durch eine bislang unbekannte Werkstatt. Kunsthistorisch sachverständig wurden abhandengekommene Felder unter anderem durch Hinzuziehung von typologischen Vorlagen aus der mittelalterlichen Biblia pauperum (Armenbibel) ergänzt. Dabei wurde jedoch der härtere, kantigere und ausdrucksvollere Darstellungsstil der Gotik zugunsten des Zeitgeschmacks des 19. Jahrhunderts abgeändert. Die Figuren bekamen gefälligere, weichere, „süßlichere“ Konturen und Züge.
Bei dem Chorscheitelfenster von St. Pauli lassen sich originale und restaurierte bzw. ergänzte Glasfelder sehr gut durch Betrachtung der Rückseiten unterscheiden, da die alten Fensterflächen einen ungleich höheren Korrosionsstand aufweisen.
Beachtenswert ist ebenfalls der Umstand, dass der mittelalterliche Glasmaler zum direkten Malen nur die Farbe Schwarz verwandte. Diese Farbe wurde auf verschieden eingefärbte Glasflächen aufgebracht, die dann mosaikartig miteinander durch Bleistränge verbunden wurden.

## Friedhof auf dem ehemaligen Klosterweinberg
Bei Ausgrabungen in der Neustädtischen Heidestraße in Vorbereitung eines Bauprojekts wurden im Frühjahr 1995 etwa 500 Gräber gefunden, die jedoch teilweise stark gestört oder schlecht erhalten waren. Diese Bestattungen stammten von dem frühneuzeitlichen Pauli-Friedhof, der 1583 auf dem ehemaligen Weinberg des mittelalterlichen Klosters angelegt und bis 1795 genutzt wurde. Die Schließung des Bestattungsareals erfolgte wegen Überbelegung nach einer Ruhrepidemie in der Garnison. Weitere Eingriffe auf dem ehemaligen Friedhofsgelände in den Jahren 2007 und 2010 erhöhten die Anzahl der geborgenen Skelette, sodass 218 Bestattete untersucht werden konnten. Die Skelette wurden von der Anthropologin Bettina Jungklaus begutachtet. Die meisten Verstorbenen waren im fortgeschrittenen Alter oder Erwachsene. Bei den Greisen waren es doppelt so viele Frauen wie Männer. Der Anteil von Kindern war mit knapp 20 % eher niedrig; es kann aber sein, dass wegen der schlechten Lagebedingungen die Kinderskelette bereits verfallen waren. Die mittlere Körpergröße lag für die Zeit im Durchschnitt, was auf eine schlechte Versorgung mit tierischem Protein schließen lässt. Es wurden viele degenerative Erkrankungen und gehäuft schwere Zahnkaries festgestellt.

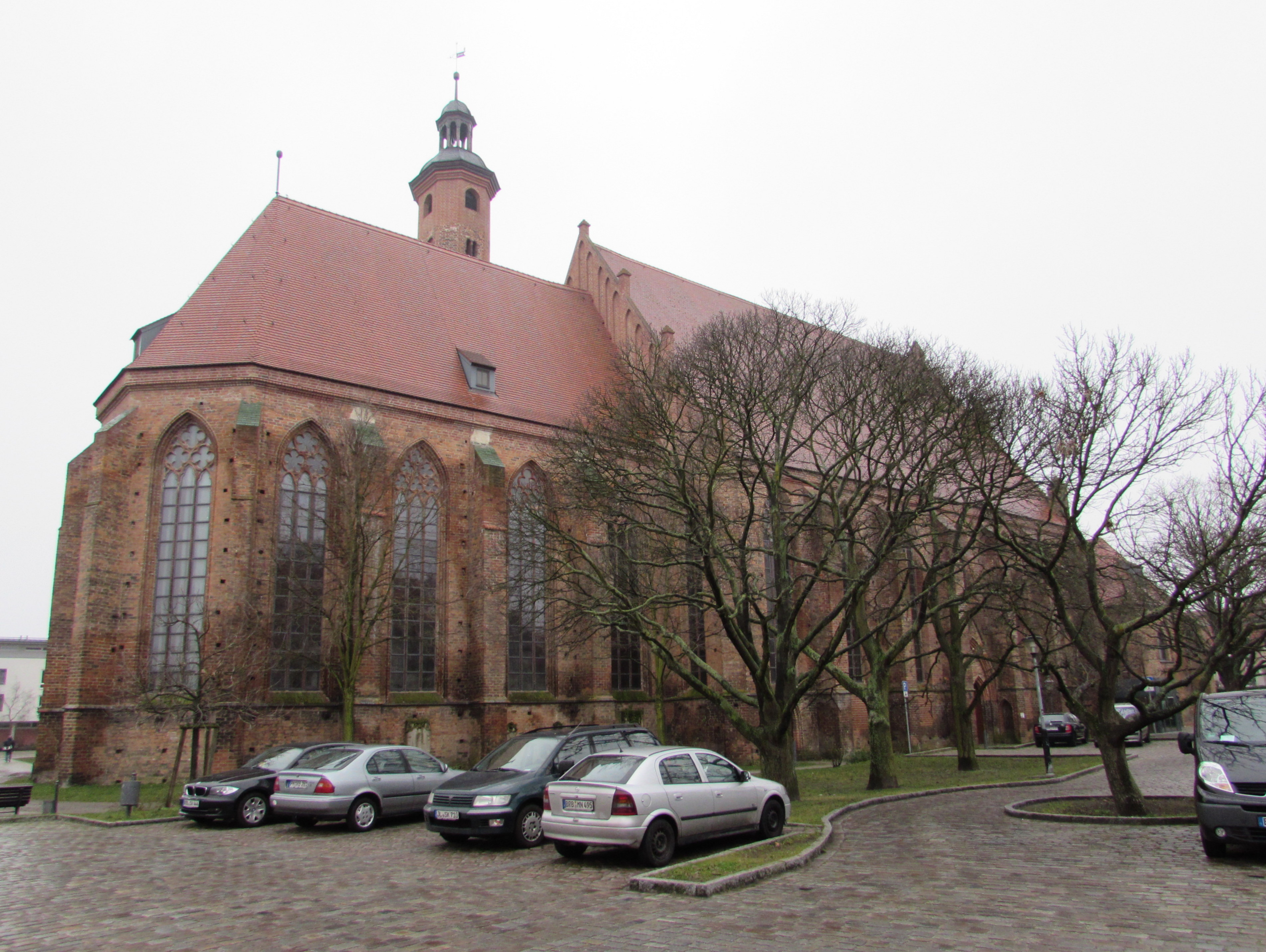
Blick von Nordosten auf Chor und Kirchenschiff
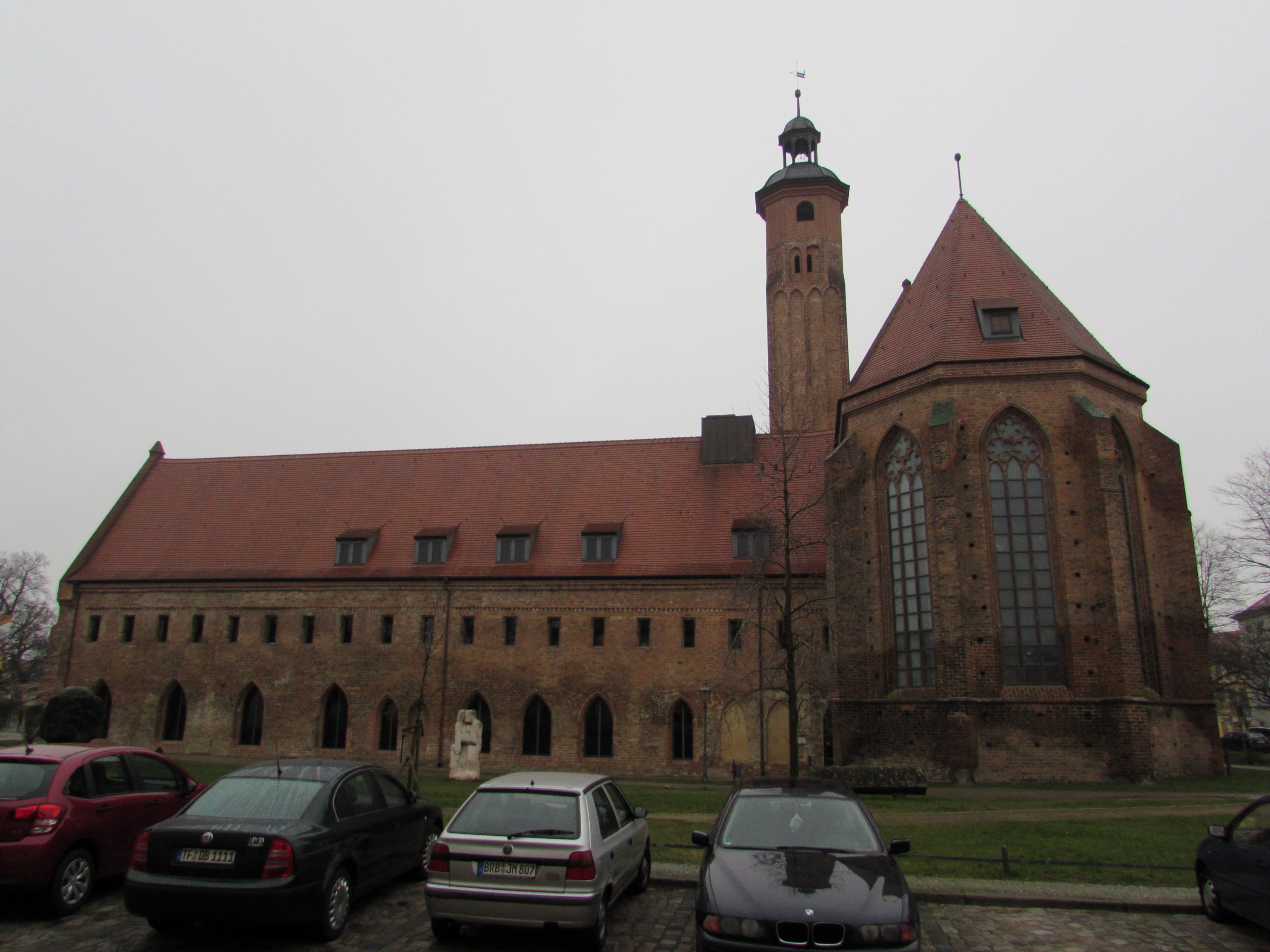
Ansicht von Osten
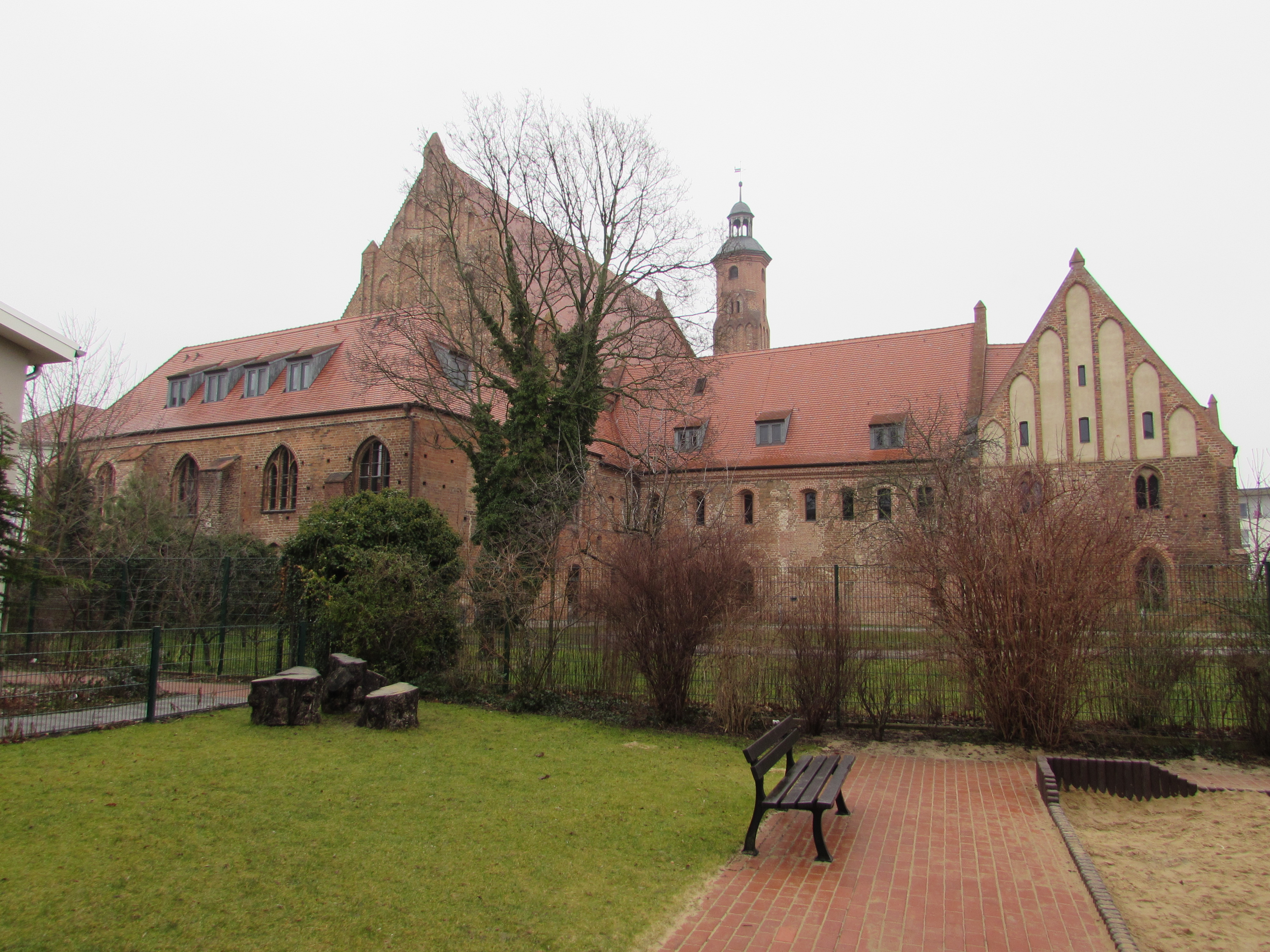
Die Klosteranlage aus westlicher Richtung
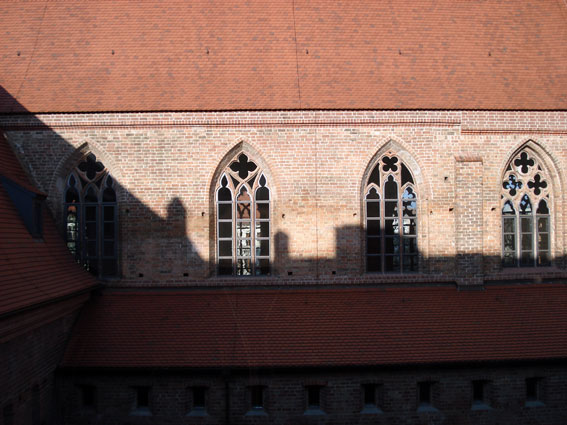
Kirche vom Klosterhof
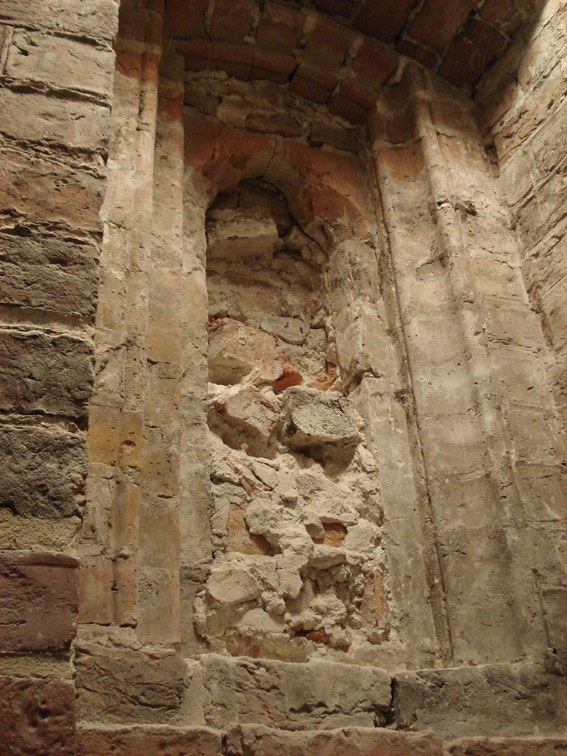
Romanisches Fenster am Übergang zwischen Kirche und Kloster
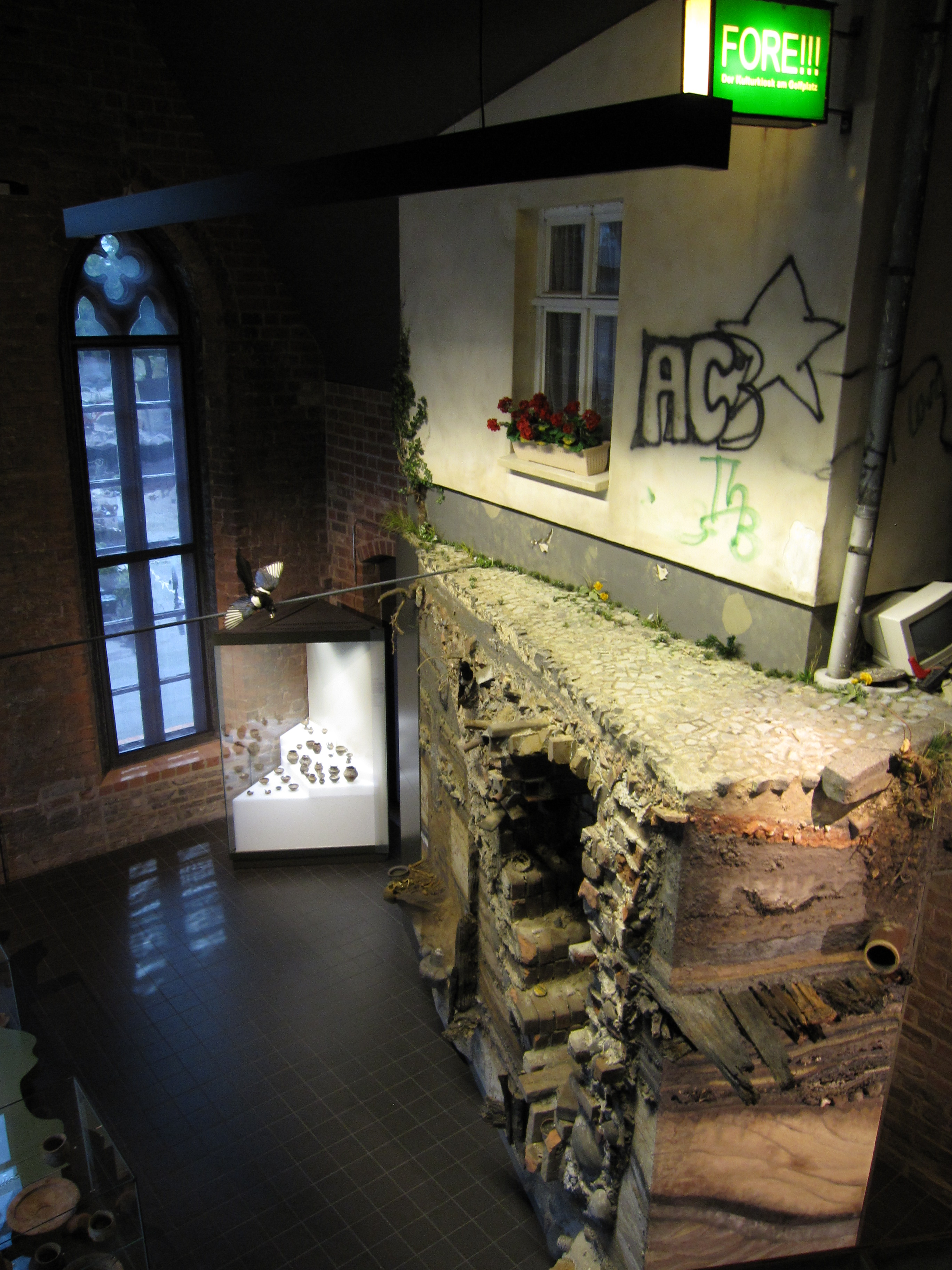
Archäologisches Landesmuseum
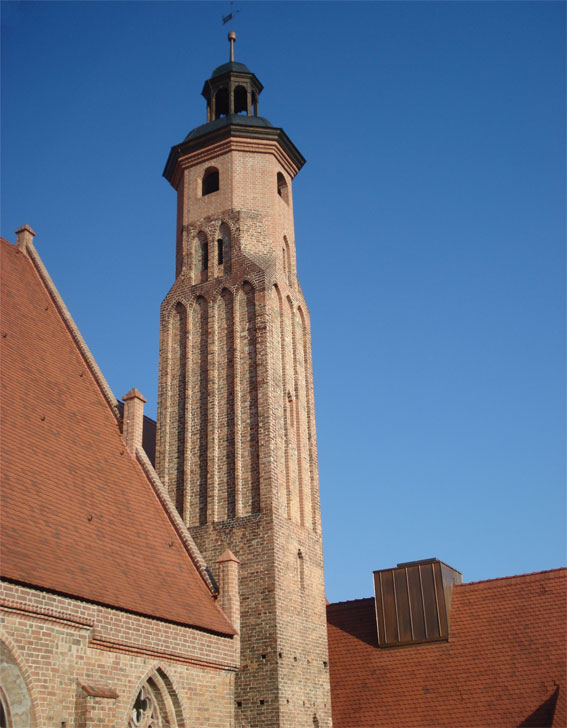
St.-Paulikloster mit Turm vom Friedgarten aus südwestlicher Richtung, Dezember 2006